# مسجد بهشتی‌نژاد
مسجد بهشتی نژاد مربوط به اواخر دوره قاجار است و در اصفهان، خیابان آیت الله کاشانی، نرسیده به چهارراه مصدق واقع شده و این اثر در تاریخ ۱۳ خرداد ۱۳۸۶ با شمارهٔ ثبت ۱۹۲۱۹ به‌عنوان یکی از آثار ملی ایران به ثبت رسیده است.